# Oerlikon-Contraves Mosquito
Die Mosquito ist eine Panzerabwehrlenkwaffe (PAL).

## Geschichte
Das System Mosquito wurde ab 1959 gemeinsam von Contraves und der Werkzeugmaschinenfabrik Oerlikon-Bührle entwickelt und ab 1964 von der italienischen Armee eingesetzt. Derzeit wird es im Schweizerischen Militärmuseum Full, Werksammlung Oerlikon, ausgestellt.

## Beschreibung
Bei der Mosquito handelt es sich um eine drahtgelenkte Panzerabwehrrakete. Sie wiegt 11,5 Kilogramm und hat einen Einsatzbereich von 1500 bis 1800 Metern. Sie ist für den Infanterieeinsatz vorgesehen und wird von einer Person transportiert und bedient. Der Transportbehälter enthält zwei MOSQUITO mit demontierten Flügeln. Kurz vor dem Einsatz werden die Flügel rasch aufgesteckt. Eine einfache Stütze hebt den Vorderteil der Rakete und ist verstellbar gemäss dem gewünschten Abschusswinkel. Der minimale Auftreffwinkel des Zünders beträgt 15°.
Die Lenkung der Rakete erfolgt auf dem Prinzip des Zieldeckungsverfahrens mit Hilfe eines optischen Systems (Fernglas) und des Lenkgerätes. Bedienungsgerät und Raketenwerfer sind mit einem Kabel von maximal 25 Metern Länge verbunden. Ein sehr dünnes Mehrfachkabel überträgt die Steuerbefehle auf die Rakete. Der Flug der Rakete ist kreiselstabilisiert, sie hat kein Rollen in der Längsachse.
Als Antrieb dient ein Feststofftriebwerk. Es handelt sich um ein Zweistufentriebwerk mit Starttriebwerk und Marschtriebwerk in einer Einheit. Das Starttriebwerk beschleunigt die Rakete während 0,8 Sekunden, bis eine Geschwindigkeit von 85 m/s erreicht ist. Dann wird diese Geschwindigkeit durch das Marschtriebwerk konstant erhalten.
Der Gefechtskopf der Mosquito ist ein Hohlladungskopf mit grosser Wirksamkeit, die Durchschlagsleistung auf Panzerstahl liegt über 500 mm.

## Abbildungen

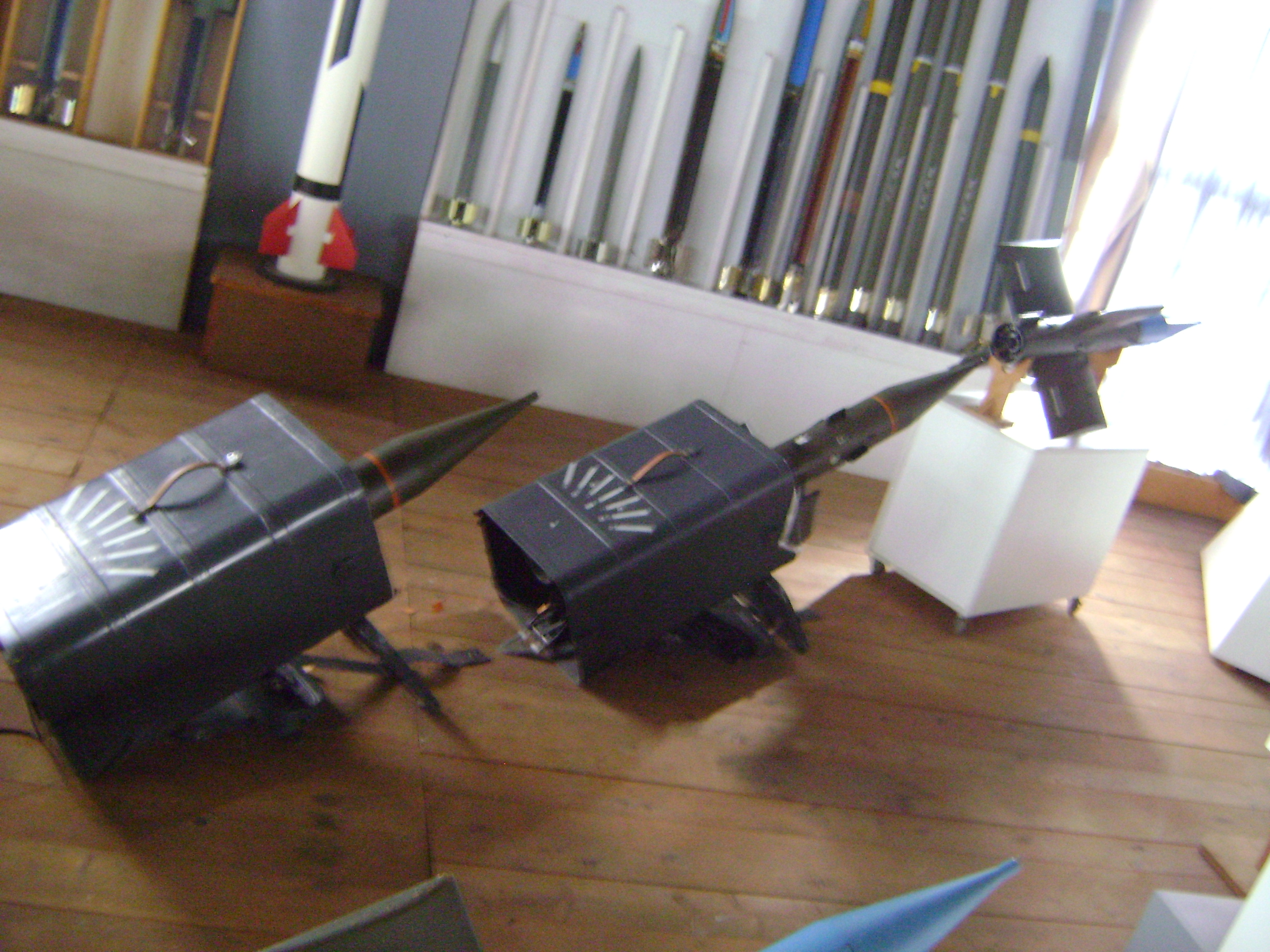
Mosquito mit Startbehälter
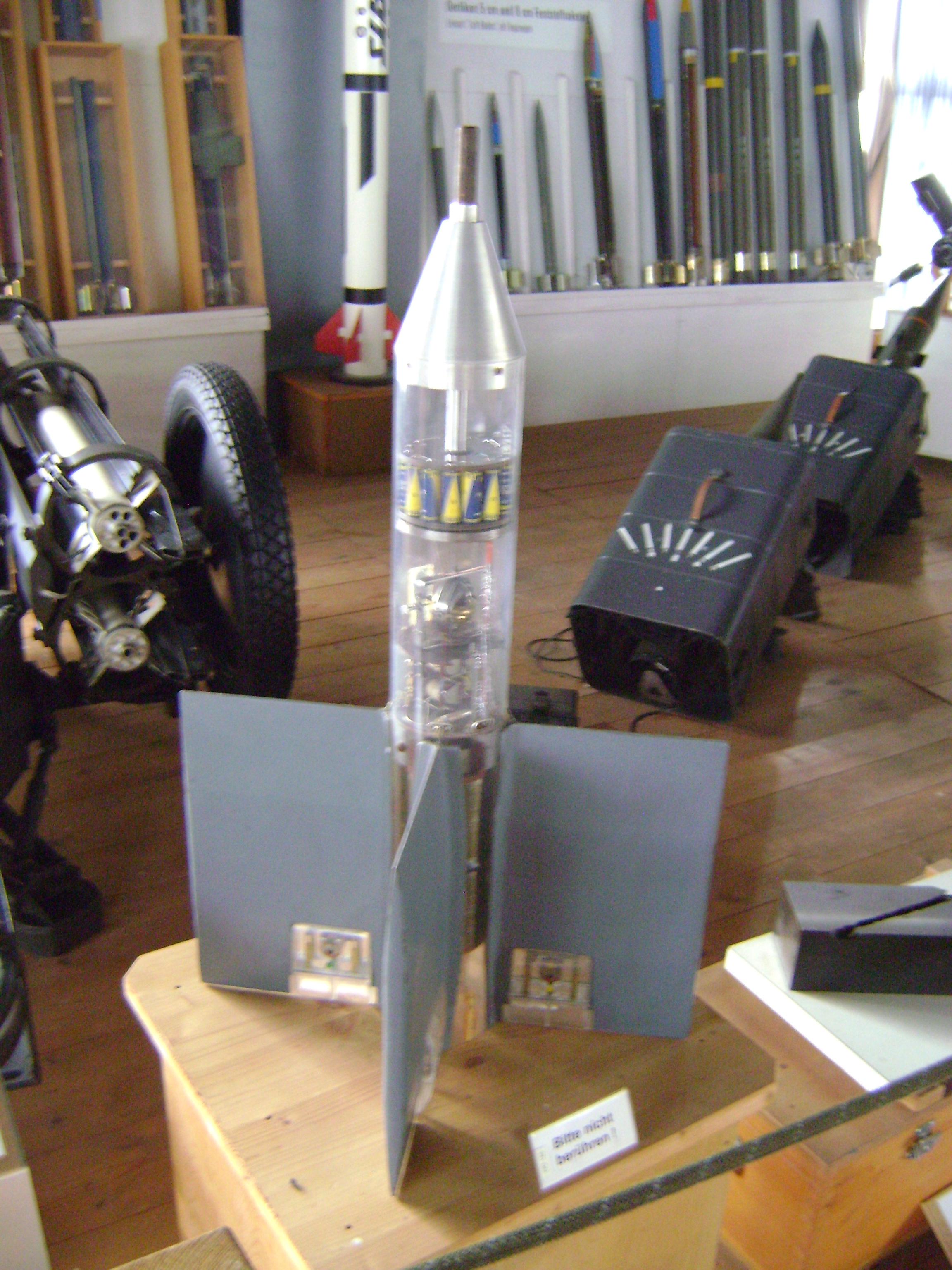